# اندیس گرار سیاه
گرار سیاه یک اندیس فلزی است که در حوالی شهر ساردوئیه استان کرمان قرار دارد و مادهٔ معدنی موجود در آن، پلی متال است.سنگ میزبان این اندیس ولکانیکی آذر آواری است  در این اندیس، پاراژنز‌های ترکیبات سرب و روی و مولیبدن یافت می‌شوند.